# Congregazione della Sacra Famiglia di Bergamo

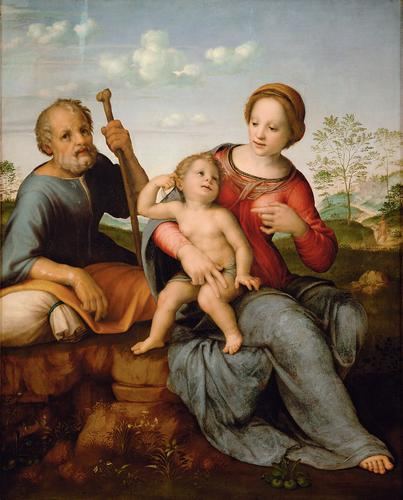
La Sacra Famiglia: opera del Franciabigio

La Congregazione della Sacra Famiglia di Bergamo (in latino Congregatio a Sacra Familia) è un istituto religioso maschile di diritto pontificio: i membri di questa congregazione clericale pospongono al loro nome la sigla C.S.F.

## Storia
La congregazione trae origine dall'istituto per orfani e figli di contadini fondato a Villacampagna di Soncino il 4 novembre 1863 da Paola Elisabetta Cerioli (1816-1865) in memoria di suo figlio Carlino, prematuramente deceduto: inizialmente la congregazione comprendeva solo religiosi laici assistiti da sacerdoti diocesani messi a disposizione dal vescovo di Bergamo, ma divenne presto un istituto clericale.
L'istituto venne riconosciuto da Pietro Luigi Speranza, vescovo di Bergamo, il 3 dicembre 1868 e ricevette il pro-decreto di lode dalla Santa Sede il 24 aprile 1948.
La fondatrice è stata proclamata santa in Piazza San Pietro a Roma il 16 maggio 2004 da papa Giovanni Paolo II.

## Attività e diffusione
I membri della Congregazione della Sacra Famiglia si dedicano principalmente all'apostolato rurale.
Oltre che in Italia, sono presenti in Svizzera, Brasile e Mozambico; la sede generalizia è a Martinengo, nell'ex convento dell'Incoronata.
Al 31 dicembre 2005, la congregazione contava 15 case e 71 religiosi, 56 dei quali sacerdoti.